# 징용

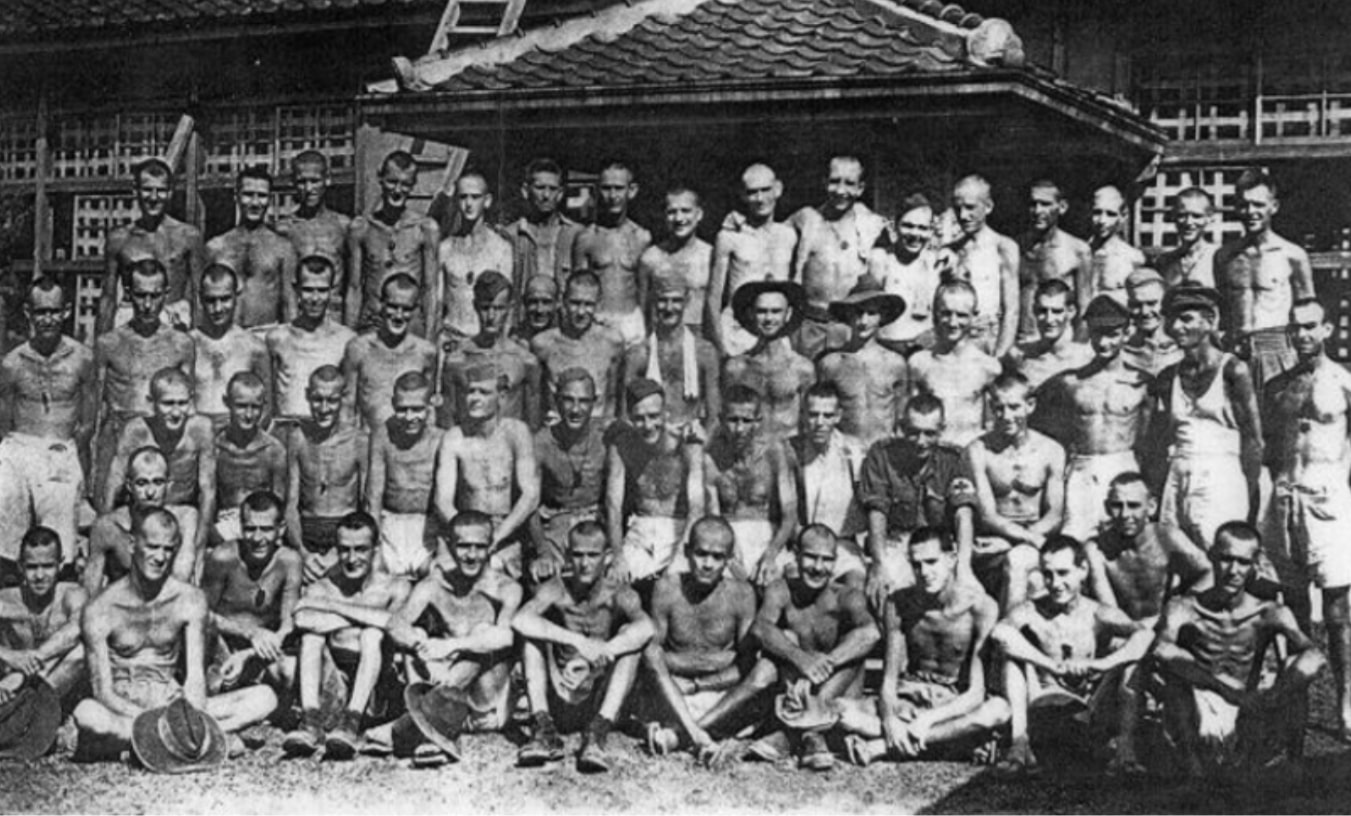
일본 규슈 아소광산에 투입된 오스트레일리아 방위군 포로들

징용(徵用)은 전쟁, 사변 혹은 이에 준하는 비상사태가 발생한 때에 정상적으로 인력을 모집할 능력이 없는 국가에서 행정상, 혹은 군의 작전상 필요한 인적 자원을 강제적으로 집합시켜 착취하는 무자유 노동(강제노동)의 한 형태이다. 징용 제도는 일반적으로 인간의 기본적 인권과 자유의지에 반하여 이루어지며, 이를 거부하는 자는 법적으로 처벌되거나 사회적으로 제재당할 위협에 노출된다. 경우에 따라 약간의 보상을 지급하기는 하지만 징집과 노역 행위 자체는 강요된다. 넓은 의미에서의 징용은 종군 기자와 수행원들의 동원까지도 징용으로 보기도 한다. 징집에서 물건을 강제로 거두는 일을 징발(徵發), 군인을 모집하기 위한 것을 징병(徵兵)이라고 한다. 현재 대한민국은 세계에서 유일한 비전시상황의 징용국가다. 바로 공익근무가 징용이다. 징병이 불가능한 신체 정신적 조건자까지 공익근무로 최저임금에도 미치지 못하는 열악한 급여로 본인이 원하지 않는 공무원의 하인 수준의 보조업무에서부터 3D업종 근무까지 강요하며 거부자에게 2020년 대법원에서 1년6개월형을 확정판결한 사례가 있다.

## 나치 독일의 징용
유대인들이 나치 독일의 집단 수용소에서 강제 노역을 하였다. 주로 아우슈비츠 강제 수용소, 마이다네크 강제 수용소, 헤움노 강제 수용소에서 징용이 이뤄졌다.

## 일본 제국의 징용

### 조선
일본은 제2차 세계대전 중 전쟁 체제에서 인력 확보를 위해 많은 조선인을 동원하였다. 1938년 4월 1일 국가총동원법을 공포하고 5월 5일부터 조선에서 이를 실시하였으나 그 적용범위가 넓지 않았다. 일본은 또한 1939년 국가총동원법에 기초하여 국민총동원령을 제정하였으며, 한국인의 반발을 우려하여 지원에 기반한 노동력 징발을 추진하였다. 좁은 의미의 징용에 기반하여 일본 본토에 조선인 노무자가 파견 된 기간은 1944년 9월부터 1945년 3월까지 단 7개월간이었다.
이외에 학교졸업자사용제한령, 종업자고입제한령, 종업자이동방지령 등을 만들어 노동자들이 마음대로 직업을 선택하거나 바꾸지 못하도록 하였다. 1941년 12월 6일에는 노무조정령을 제정하였는데, 이 법령은 일본이 필요한 노무를 확보하고 통제하기 위한 것이었다. 이에 따라 국가의 직접지배시책을 시행하여 징용제도로서 전쟁 수행에 필요한 노동력의 부족을 보충하였다. 이러한 강제 동원을 위해 마을 단위까지 총동원연맹을 만들었는데, 이 조직의 조선 연맹의 총재는 조선총독이었다. 1943년 당시 조선의 가구수는 487만 8,901호였고 이 총동원연맹에 소속된 사람은 457만 9,162명이었다. 이 조직을 통해 물자와 인적자원을 강제로 통제, 동원하였다.
1942년 일제는 근로보국대(勤勞報國隊)를 창설하여 한국인 강제 동원의 초석을 다졌고, 1944년에는 국민징용령을 한국인에게도 확대 적용하여 강제적 징용을 실시하였다.
전쟁을 위한 노동자로 강제로 징용된 이들은 사할린섬 등 일본의 탄광에서 강제 노역을 당하거나 군속으로 차출되어 일본이 침략한 동남아와 남양 군도(미크로네시아) 지역의 군사 기지 건설이나 철도 공사에 동원되었다. 이중 상당수가 임금 없이 과중한 강제 노역에 시달렸으며 결국 고국으로 돌아오지 못하고 전쟁 중 또는 전후 전범으로 희생되었고, 사할린의 징용된 조선인들은 냉전의 시작으로 고향으로 돌아오지 못했다. 한편 전투력 약화를 보충하기 위해 조선인 학생을 대상으로 징병을 실시하여 학도병이란 이름으로 전쟁에 동원하였다.
1965년 한일 국교 정상화 당시 한국 정부에 따르면 노동자·군인·군속으로 동원되었던 한국인 피해자는 103만 2,684명이라고 하였다. 그렇지만 이 통계에는 후에 알려지게 된 일본군 위안부 등이 포함되지 않아 실제는 이보다 훨씬 많은 800만여 명에 달하는 것으로 추산된다. 현재도 징용보상책임문제가 한일 양국간 현안 중 하나이며, 일본에서는 당시 일본제국 정부에서 그러한 일을 지시했다는 문서가 없음을 이유로 그러한 사실 자체를 부인해왔다.

### 중국
1941년 중국 점령 지역에서 전면적으로 중국인들을 강제노역에 동원하는 "강제노동제"를 실시하였다. 특히 만주 지역에서는 일본 관동군에 의해 만주국을 내세워 중국인을 동원시켜 대규모 군사 시설이 건설되었고 그 규모는 연인원 100만명에 달했다. 중국인 징용자들은 일본 본토, 조선 및 동남아의 일본 침략 지역에까지 보내져 전쟁에 이용되었다. 일본 본토로 간 사람들은 약 4만 명으로 35개 기업 135개 작업장에 배치되었는데 이중 6800여 명이 열악한 환경, 극심한 노동으로 인해 사망했다.
특히 1945년 6월 30일 일본 아키타현 하나오까에서는 중국인 강제 노동자 1,000여 명이 집단 탈출하는 사건이 있었으며, 체포 진압 과정에서 418명이 살해되었다.

### 연합국
미국, 영국, 호주의 전쟁 포로들도 광산 개발 및 석탄 채굴 등 강제 노역에 투입되었다.

## 같이 보기
- 일제 강점기
- 태평양 전쟁
- 6·25 전쟁
- 일본의 전쟁 범죄
- 위안부
- 일본군 위안부
- 신일철주금 강제징용 소송
- 장생 탄광 수몰사고
- 하시마섬

## 참고 자료
- 일제 당시 징용 관련 사진
- 강정숙 (2005년 4월 29일). “일제 말기 조선인 군속 동원 ─오키나와로의 연행자를 중심으로─”. 《사림》 제23호: 171~206쪽. ISSN 1229-9545.
- 정혜경 (2005년 9월 28일). “일제말기 조선인 강제연행·강제노동에 관한 기록사료”. 《사림》 제24호: 1~42쪽. ISSN 1229-9545.
- 이병례 (2005년 10월 9일). “일제하 전시체제기 경성부의 노동력 동원구조”. 《사림》 제24호: 43~71쪽. ISSN 1229-9545.